# Besteckfabrik Hesse

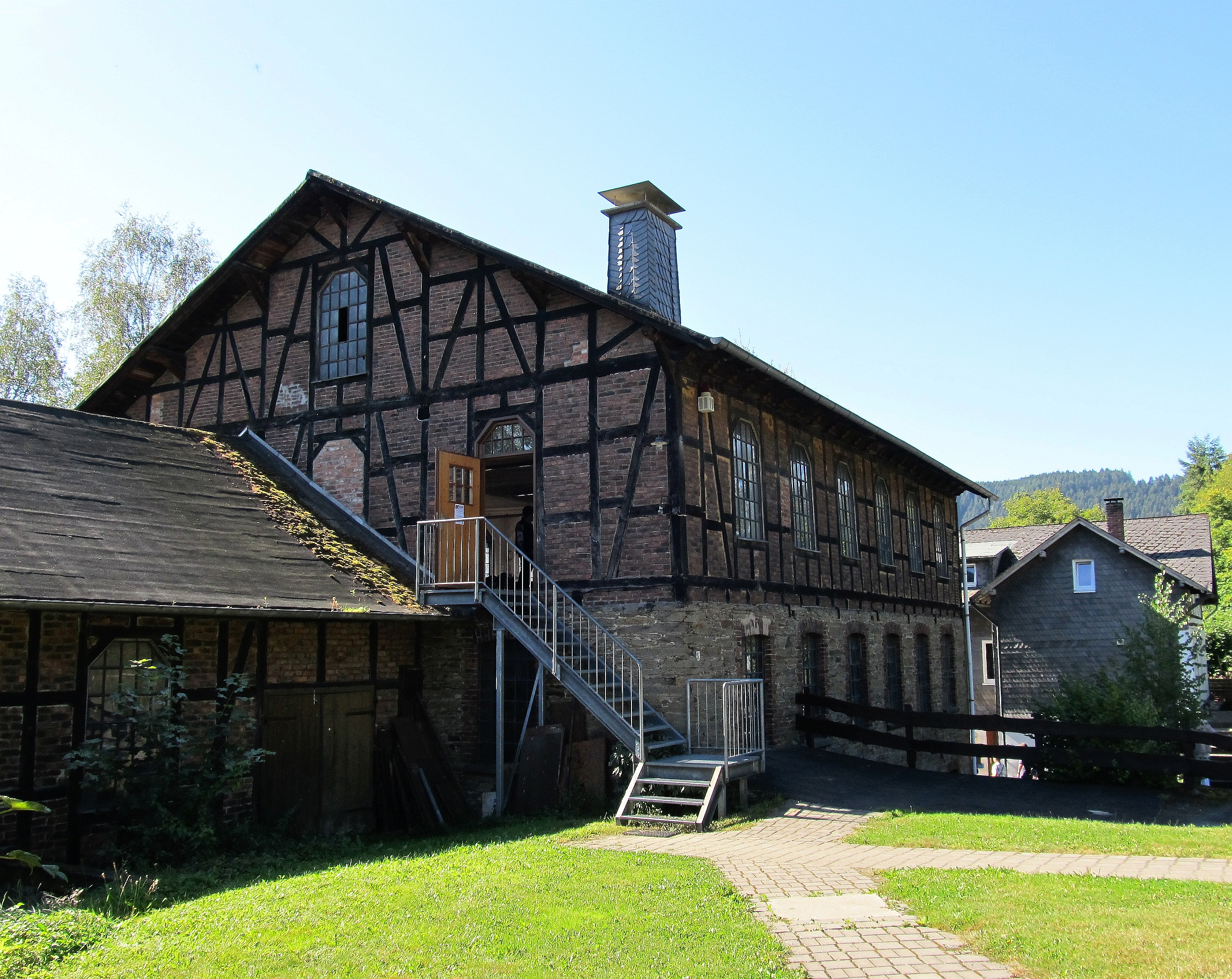
Besteckfabrik Hesse

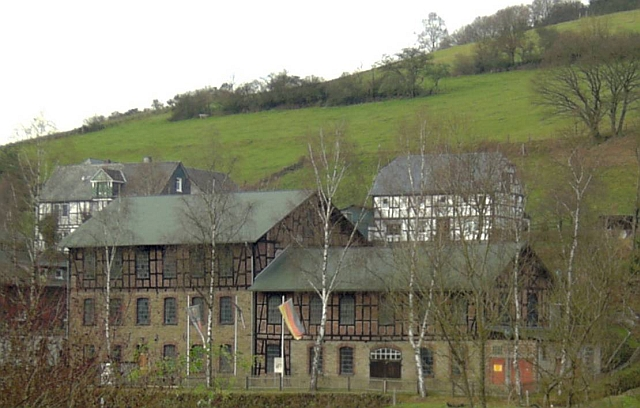
Fernansicht

Die Besteckfabrik Hesse befindet sich im Ortsteil Fleckenberg von Schmallenberg und ist heute ein Museum.

## Geschichte
Von der Mitte des 18. Jahrhunderts bis in die 1850er Jahre befand sich auf dem Grundstück ein Hammerwerk, das aus Roherz reines Eisen herstellte. In diesem Zusammenhang entstand auch der Mühlengraben, ein 900 Meter langer Graben, mit dem Wasser aus der Lenne über ein Treibrad geleitet wurde, das wiederum Hammer und Blasebälge für das Schmiedefeuer antrieb. Auf diesen Grundmauern entstand im Jahr 1865 ein Neubau, der ursprünglich eine Wollspinnerei beherbergte. Mit Nutzung der Wasserkraft der Lenne wurden dort von 1938 bis 1982 durch die Carl Hesse KG Fleckenberg Essbestecke und Vorlegegarnituren hergestellt. Zunächst verarbeitete man vorwiegend Eisenblech. Die Herstellung von Edelstahlbestecken begann um 1960. Ein Mühlengraben versorgte zu dieser Zeit die Durchströmturbine mit Wasser. Die Energie wurde direkt über eine Transmissionsanlage weitergeleitet oder über einen Generator in elektrische Energie umgewandelt. Nach dem Tod des letzten Inhabers wurde die Produktion eingestellt.
Am 29. November 1990 wurde die gesamte Fabrikanlage in der Wiesenstraße unter Denkmalschutz gestellt. Der Heimatverein von Fleckenberg begann 1997, die Fabrik und die alten Maschinen wiederherzurichten. Dabei wurde er unter anderem von der Nordrhein-Westfalen-Stiftung unterstützt. Seit der Eröffnung am 8. September 2000 können Besucher erleben, wie früher Besteck hergestellt wurde. Ferner finden im Museum auch Kunstausstellungen und Konzerte statt. Die Turbine aus dem Jahr 1938 wurde Anfang des 21. Jahrhunderts instand gesetzt und erzeugt Elektrizität, die ins öffentliche Netz eingespeist wird.
Die Fassaden sowie das Dach und der Mühlengraben sind sanierungsbedürftig. Im Jahr 2020 wurden 40.000 Euro Fördergeld aus Mitteln der Deutschen Stiftung Denkmalschutz für die Sanierung des Grabens, der Fensterrestaurierung und der Reparatur des Fachwerks bewilligt.